# Vigole
Vigole è una frazione del comune di Toscolano Maderno, in provincia di Brescia. Il paesino è  collocato in collina dietro il paese di Maderno, 
La frazione dista dal capoluogo 3 km, con altezza di 301 m. sul livello del mare.

## Toponimo
Vigole, deriva dal latino "vicolus" o diminutivo "vicus" che signifiva "via stretta", forma dialettale attuale Vìgle. Conta circa una novantina di abitanti.

## Storia
È il villaggio natale della famiglia Riccobono Sette detta dei Riccoboni che nei primi anni del 1600 si contrappose alla famiglia dei Beatrice  detta degli Zannoni di Gargnano in una sanguinosa faida. Questo conflitto vedeva le due principali famiglie del luogo contrapposte per motivi non solo d'onore ma anche per lo sfruttamento delle risorse economiche al fine di ottenere la supremazia politica locale. Ambedue le famiglie ne uscirano completamente distrutte con tutti i loro principali rappresentanti assassinati.